# Kenji Oba (futbolista)
Kenji Oba (大場 健史 Ōba Kenji?,  nacido el 14 de agosto de 1967 en Kanagawa) es un exfutbolista japonés. Jugaba de defensa y su último club fue el Kawasaki Frontale de Japón.

## Trayectoria

### Clubes
| Club              | País  | Año         |
| ----------------- | ----- | ----------- |
| Nissan Motors     | Japón | 1986 - 1991 |
| Kashima Antlers   | Japón | 1991 - 1994 |
| Kashiwa Reysol    | Japón | 1995 - 1996 |
| Kawasaki Frontale | Japón | 1997 - 1998 |

## Palmarés

### Títulos nacionales
| Título                   | Club          | País  | Año  |
| ------------------------ | ------------- | ----- | ---- |
| Copa Japan Soccer League | Nissan Motors | Japón | 1988 |
| Copa del Emperador       | Nissan Motors | Japón | 1988 |
| Japan Soccer League      | Nissan Motors | Japón | 1989 |
| Copa Japan Soccer League | Nissan Motors | Japón | 1989 |
| Copa del Emperador       | Nissan Motors | Japón | 1989 |
| Japan Soccer League      | Nissan Motors | Japón | 1990 |
| Copa Japan Soccer League | Nissan Motors | Japón | 1990 |
| Copa del Emperador       | Nissan Motors | Japón | 1991 |